# Alex Barron
Alex Barron (San Diego (Californië), 11 juni 1970) is een Amerikaans autocoureur. Hij reed vanaf 1998 in de Champ Car series en vanaf 2002 in het Indy Racing League kampioenschap.

## Carrière
Barron won het Atlantic Championship van 1997. Hij stond dat jaar vier keer op pole position en won vijf van de twaalf races. Een jaar later reed hij voor het team van Dan Gurney in het Champ Car kampioenschap. Hij bleef twee jaar voor dit team rijden maar haalde nooit een top vijf plaats in een race. In 2000 (6 races) en 2001 (2 races) kwam hij uit voor het Penske team, maar ook daar bleven goede resultaten uit. In 2001 reed hij zijn eerste Indy Racing League race in Madison.
In 2002 reed hij zijn eerste volledige seizoen in de Indy Racing League. Hij won dat jaar op het circuit van Nashville en werd vijfde in de eindstand van het kampioenschap. Een jaar later won hij de race in Michigan, wat ook zijn laatste overwinning werd in de IndyCar series. In 2004 en 2005 reed hij voor het team van Eddie Cheever en haalde nog twee podiumplaatsten. In 2007 reed hij nog drie races voor het Beck Motorsport team. Barron reed vijf keer de Indianapolis 500 race, in 2002 werd hij vierde, een jaar later zesde.

### Resultaten
Indy Racing League resultaten (aantal gereden races, aantal maal in de top 5 van een race, eindpositie kampioenschap en punten)
| Jaar | Races | 1ste | 2de | 3de | 4de | 5de | Rang | Ptn |
| ---- | ----- | ---- | --- | --- | --- | --- | ---- | --- |
| 2001 | 1     | -    | -   | -   | -   | -   | 44   | 9   |
| 2002 | 15    | 1    | -   | 1   | 1   | 1   | 5    | 366 |
| 2003 | 10    | 1    | -   | -   | -   | 1   | 17   | 216 |
| 2004 | 16    | -    | -   | 1   | 1   | -   | 12   | 310 |
| 2005 | 17    | -    | -   | 1   | 1   | -   | 11   | 329 |
| 2007 | 3     | -    | -   | -   | -   | -   | 22   | 41  |